# Абадон
Абадон (Абхаддон) в древната юдейска митология е демон, поглъщащ и безследно унищожаващ гробовете.
Отъждествява се с пропастта на преизподнята (шеол). Наричан е Ангел на бездната, близък до Самаел, Ангела на смъртта (Малах-ха-Мавет), но въпреки това е проницаем за Бога. Името му означава буквално „гибел“.
Според християнската традиция Абадон, наричан на гръцки „Аполион“ (буквално „губител“), при Свършека на света ще поведе армия от чудовищни скакалци срещу човечеството.
Името на Абадон често се употребява през Средните векове като обозначение на Сатаната.

## Културно влияние
- В поемата на Фридрих Готлиб Клопщок „Месия“ (1748 – 1773) Абадона е паднал ангел, разкаял се в падението си и намерил спасение, признавайки Христос за Месия.
- Абадона (така е изменено името му в произведението) е един от основните герои на произведението на Михаил Булгаков „Майстора и Маргарита“.
- Съществуват няколко компютърни игри, носещи името „Abaddon“ под Windows[5] и DOS[6] или онлайн[7][8].
- Герой с името „Abaddon“ се появява във филма „In a Metal Mood“[9] (1996 г., с участието на Ричи Блекмор, Ози Озбърн и др.)
- Фамилията „Abaddon“ носи един от персонажите (Matthew Abaddon) във филма Изгубени (2004 г.)[10]
- Съществува група с името „Abaddon incarnate“[11]